# Federico Ielapi
Federico Ielapi (Roma, 14 luglio 2010) è un attore italiano.
Ha ottenuto una menzione speciale al Premio Guglielmo Biraghi nell'ambito del Nastro d'argento 2020 per il film Pinocchio.

## Biografia
Ha esordito nel 2016 nel film Quo vado? di Gennaro Nunziante, interpretando Checco Zalone da piccolo.
Ha recitato nel film del 2018 Moschettieri del re - La penultima missione, diretto da Giovanni Veronesi, e in alcuni spot televisivi di Italo Treno, al fianco dell'attore Francesco Pannofino.
Nello stesso anno ha fatto parte del cast di Don Matteo, interpretando Cosimo Farina.
Nel 2019 ha interpretato  Pinocchio nell'omonimo film di Matteo Garrone, ottenendo una menzione speciale al Premio Guglielmo Biraghi nell'ambito del Nastro d'argento 2020; nonostante avesse all'epoca solo nove anni, Ielapi si è anche doppiato da solo nella versione inglese del film . Nello stesso anno, inoltre, ha recitato nel film Brave ragazze, diretto da Michela Andreozzi, interpretando la parte di Francesco.

## Filmografia

### Cinema
- Quo vado?, regia di Gennaro Nunziante (2016)
- Moschettieri del re - La penultima missione, regia di Giovanni Veronesi (2018)
- Brave ragazze, regia di Michela Andreozzi (2019)
- Pinocchio, regia di Matteo Garrone (2019)
- Nikola Tesla: The Man from the Future, regia di Alessandro Parrello – cortometraggio (2020)
- Tutti per 1 - 1 per tutti, regia di Giovanni Veronesi (2020)
- Maledetta primavera, regia di Elisa Amoruso (2021)
- Non mi uccidere, regia di Andrea De Sica (2021)
- Francesca Cabrini (Cabrini), regia di Alejandro Monteverde (2024)

### Televisione
- Squadra mobile - Operazione Mafia Capitale – serie TV, episodio 2x05 (2017)
- Provaci ancora prof!, episodio 7x06 (2017)
- Don Matteo – serie TV, 25 episodi (2018)
- Chiamami ancora amore, regia di Gianluca Maria Tavarelli – miniserie TV (2021)
- A casa tutti bene - La serie, regia di Gabriele Muccino - serie TV, 16 episodi (2021-in corso)
- Call My Agent - Italia – serie TV, episodio 1x03 (2023)
- Elf Me, regia de YouNuts! (2023)
- Briganti, regia di Steve Saint Leger, Nicola Sorcinelli e Antonio Le Fosse - serie TV (2024)
- Those About to Die, regia di Roland Emmerich e Marco Kreuzpaintner – miniserie TV, 5 puntate (2024)

### Doppiaggio
- Marwan Hamdam in I bambini di Gaza - Sulle onde della libertà